# Sounding the Seventh Trumpet
Sounding the Seventh Trumpet je prvi album ameriške glasbene skupine A7X. Izšel je leta 2001 pri založbi Good Life Recordings. Album ima zelo agresiven značaj, izžareva metalcore naravo, z izjemo »Warmness on the Soul«, ki ji klavir daje značaj soft rocka.

## Naslovi in trajanje skladb
1. »To End the Rapture« - 01:26
2. »Turn the Other Way« - 05:38
3. »Darkness Surrounding« - 04:49
4. »The Art of Subconscious Illusion« - 03:47
5. »We Come Out at Night« - 04:44
6. »Lips of Deceit« - 04:09
7. »Warmness on the Soul« - 04:21
8. »An Epic of Time Wasted« - 04:20
9. »Breaking Their Hold« - 01:11
10. »Forgotten Faces« - 03:26
11. »Thick and Thin« - 04:17
12. »Streets« - 03:08
13. »Shattered by Broken Dreams« - 07:08